# Związek gmin Eilenburg-West
Związek gmin Eilenburg-West (niem. Verwaltungsverband Eilenburg-West) – związek gmin w Niemczech, w kraju związkowym Saksonia, w okręgu administracyjnym Lipsk, w powiecie Nordsachsen. Siedziba związku znajduje się w mieście Eilenburg.
Związek gmin zrzesza dwie gminy: 
- Jesewitz
- Zschepplin